# Gemeentehuis van Zele
Het gemeentehuis van Zele is een gebouw aan de Markt in de Vlaamse gemeente Zele. Tot 1957 was het gemeentehuis gevestigd in een pand op de straathoek van de Cesar Meeusstraat en de Zwaanstraat.

## Gebouw tot 1957
Het eerste gemeentehuis werd gebouwd in 1890 op de straathoek van de Cesar Meeusstraat en de Zwaanstraat onder leiding van de voormalige burgemeester Cesar Meeus. Op 8 februari 1950 werd het gemeentehuis verkocht, omdat het te klein en in verouderde staat was. Het werd verkocht in 3 loten. Tot de oplevering van het nieuwe pand in 1957 hield de gemeenteraad zitting in het oude gemeentehuis. Het gebouw is later afgebroken.

## Gebouw na 1957
Het nieuwe gemeentehuis van Zele werd aan de Markt gebouwd volgens het ontwerp van de architect Lucien Van Kerckhove onder leiding van de toenmalige hoofdaannemer Charles De Brauwer. In 1953 gingen de werken van start en op 14 juli 1957 werd het gemeentehuis plechtig ingehuldigd.
Het is een L-vormig gebouw met een grondoppervlakte van 2966m². Het is gebouwd in een moderne stijl en heeft een leien zadeldak met wolfseinden. Op dit leien dak bevindt zich op de rechterkant een kleine achthoekige toren, waaruit er zicht is over het centrum van Zele en verder. Het gemeentehuis beschikt over een balkon en vier vlaggenmasten met de Zeelse vlag, De Vlaamse vlag, De Belgische vlag en De Europese vlag. Onder het balkon bevindt zich een groot trapbordes.
Langs de noordkant van het gemeentehuis ligt een klein pleintje. Dit pleintje is in 1999 heraangelegd met fonteinen en draagt de naam “Fonteinhof”. Op het Fonteinhof liggen drie reusachtige petanqueballen. Het ontwerp is van Johan Walraevens, die de winnaar was van een wedstrijd die het gemeentebestuur van Zele had uitgeroepen voor een kunstwerk op het pleintje.